# Блиск слави
«Блиск слави» (англ. Glory Daze) — американський незалежний комедійний фільм 1995 року, знятий режисером і сценаристом Річем Вілксом. Фільм розповідає про кількох друзів-студентів каліфорнійського коледжу, які не готові випускатися з навчального закладу та йти в доросле життя.
У фільмі знялося багато відомих акторів, у головних ролях — Бен Аффлек, Сем Роквелл, Меган Ворд, Френч Стюарт, в епізодичних ролях — Джон Ріс-Дейвіс, Алісса Мілано, Спалдінг Грей, Меттью Мак-Конагей, Мередіт Салленгер, Метт Деймон, Брендан Фрейзер, Лія Реміні та інші актори.
Саундтреки для фільму написані кількома музичними панк-гуртами, серед яких The Vandals: члени цієї групи зробили аранжування для кінострічки.

## Сюжет
П'ятеро юних, веселих друзів разом навчалися в Університеті Каліфорнії у Санта-Крусі. Власне навчанням вони себе надто не обтяжували, бо давно зрозуміли, що бурхливі вечірки та постійна пиятика їм значно більше припадають до душі, ніж нудні, на їхню думку, заняття. Там тривало досить довго. Проте, уже напередодні випускних іспитів лідеру товариства Джеку спало на думку, що після закінчення навчання звичне веселе і безтурботне життя закінчиться і йому на зміну прийдуть нудні рутинні будні.
Усвідомивши це, він знаходить вихід — вирішує «затриматися» ще бодай на рік у студентському містечку для того, щоб подовжити свою славну студентську кар'єру і ще покайфувати від душі у приємному товаристві своїх друзів!

## У ролях
| Актори / акторки   | Персонажі            |
| ------------------ | -------------------- |
| Бен Аффлек         | Джек                 |
| Сем Роквелл        | Роб                  |
| Меган Ворд         | Джоні                |
| Френч Стюарт       | Денніс               |
| Крістін Бауер      | Діна                 |
| Вьен Хон           | Слош                 |
| Вінні Дерамус      | Мікі                 |
| Алісса Мілано      | Челсі                |
| Джон Ріс-Девіс     | Лютер                |
| Сполдінг Грей      | батько Джека         |
| Меттью Мак-Конагей | орендатор вантажівок |
| Брендан Фрейзер    | Даг                  |
| Метт Деймон        | Едгар                |

## Факти про фільм
- Актори Метт Деймон, Бен Аффлек і Брендан Фрейзер раніше разом знімалися в фільмі 1992 року «Шкільні зв'язки», актори Бен Аффлек і Меттью Мак-Конагей — у фільмі 1993 року «Під кайфом та збентежені»[7].
- У фінальній сцені Джек залишає Санта-Крус, спускаючись дорогою, яка насправді веде до міста, а не від нього.